# Кучерява Любов Олексіївна
Любов Олексіївна Кучерява (?, село Летичівка, тепер Монастирищенського району Черкаської області — ?) — українська радянська діячка, новатор сільськогосподарського виробництва, бригадир колгоспу «Комунар» Монастирищенського району Вінницької (тепер — Черкаської) області. Депутат Верховної Ради УРСР 3-го скликання.

## Біографія
Народилася в селянській родині.
З 1930-х роках — колгоспниця колгоспу «Комунар» Монастирищенського району Вінницької (тепер — Черкаської) області.
Під час німецько-радянської війни була евакуйована у східні райони СРСР. Працювала мотористкою бавовноочисного заводу. У 1944 році повернулася до рідного села і продовжила працю в колгоспі «Комунар» Монастирищенського району.
З 1950 року — бригадир колгоспу «Комунар» Монастирищенського району Вінницької (тепер — Черкаської) області.
Член КПРС.

## Нагороди
- ордени
- медалі